# Quintet de corda núm. 2 (Brahms)
El Quintet de corda núm. 2 en sol major, Op. 111, és una obra de Johannes Brahms publicada l'any 1890. Se'l coneix com el Quintet Prater. Brahms va comentar que seria la seva darrera composició, tot i que més tard encara va compondre diverses peces per a piano i les dues sonates per clarinet o per a viola i piano. L'estrena del Quintet fou a Viena l'11 de novembre de 1890 i va produir un important impacte.

## Anàlisi musical
L'obra consta de quatre moviments:
1. Allegro non troppo ma con brio
2. Adagio
3. Un poco allegretto
4. Vivace, ma non troppo

Com el primerenc Quintet de corda Op. 88, és un quintet amb viola, instrumentat per a dos violins, dues violes i violoncel. La interpretació de l'obra pot durar uns 26 minuts.
El primer moviment és en sol major i compàs 9/8. El tema inicial es presentat pel violoncel sol. La secció central és en sol menor, tot i que modula a nombroses tonalitats abans de retornar al sol major del final.
El segon moviment està en re menor i compàs 2/4. Comença amb un solo de viola acompanyat per violoncel fent pizzicato. Llavors un misteriós motiu trinat és presentat per la viola. Tots dos materials temàtics són interpretats pels diferents instruments i es desenvolupat, amb una secció que combina els motius en pizzicato inicial i el trinat. Hi ha una secció central tempestuosa que recorda el Quintet de corda de Schubert. Tot i que la tonalitat principal és re menor, acaba en un acord en re major.
El tercer moviment està en compàs 3/4 temps. Segueix la forma de minuet amb trio, i acaba amb una coda curta que utilitza el material musical i la tonalitat del trio en lloc del material del minuet. La "secció" de minuet està en sol menor i el trio en sol major.
El quart moviment està en sol major i compàs de 2/4. Mostra influències de la música hongaresa. El tema inicial interpretat per la primera viola és en si menor, i és copiat pel primer violí nou compassos més tard. Tanmateix, un nou tema en sol major, amb el caràcter de dansa, optimista, és presentat pel primer violí. Apareixen diferents materials temàtics són presentats en la secció de l'exposició, amb una part important de desenvolupament d'una fuga intensa. Després d'una recapitulació del material temàtic original, hi ha una gran escala d'unísons interpretada per tots els instruments just abans d'una coda en stringendo, en sol major.